# King Kong le robot
King Kong (en anglais Mytek the Mighty) est une bande dessinée britannique.

## Les auteurs
Scénariste :
- Tom Tully

Dessinateurs :
- Eric Bradbury

## En France
Cette série est éditée en France sous le nom de King Kong à partir d'avril 1972 aux Editions de l'Occident.
Une seconde parution de ces mêmes épisodes fut éditée de janvier 1977 à mai 1978 avec les numéros 17 à 32.

## L'histoire
Son laboratoire détruit par des guerriers de la tribu Akari, le savant Arnold Boyce, sur les conseils du garde-chasse local et ami Dick Mason, décide de créer un robot colossal ayant l'apparence de King-Kong afin d'inciter les guerriers à déposer leurs armes. En effet, l'idole des guerriers est une statue d'argile représentant un gigantesque singe, symbole du pouvoir et de la destruction.
Mais l'assistant du savant, un nain perfide du nom de Gogra, prend les commandes de King-Kong et rassemble la tribu Akari pour l'aider à se venger de l'humanité entière.
Vaincu, Gogra parvient à s'échapper. Le savant et le garde-chasse reprennent le contrôle de l'immense singe-robot. Mais Gogra construit d'autres robots immenses et extrêmement puissants pour tenter de vaincre King-Kong et l'humanité...

## Les personnages
- Arnold Boyce le savant,
- Dick Mason le garde-chasse,
- Gogra l'assistant du savant,
- King-Kong le robot,
- Le chef des guerriers Akari, accompagné de sa tribu.

## Liste des épisodes
1. La Naissance d'un monstre avril 1972, 122 pages, (2,50F)
2. Le Monstre contre le monde entier juin 1972, 121 pages, (2,50F)
3. Le monstre réapparaît août 1972, 122 pages, (2,50F)
4. Une tentative désespérée octobre 1972, 126 pages, (2,50F)
5. Danger immédiat décembre 1972, 123 pages, (2,50F)
6. Un duel entre titans février 1973, 120 pages, (2,50F)
7. Le Rayon extra-terrestre avril 1973, 118 pages, (2,50F)
8. La Terrible vengeance juin 1973, 122 pages, (2,50F)
9. Le Retour de Gogra août 1973, 125 pages, (2,50F)
10. Le Singe robot contre Goliath octobre 1973, 122 pages, (2,50F)
11. À mort et à travers décembre 1973, 120 pages, (2,50F)
12. Un combat sans trêve février 1974, 120 pages, (2,50F)
13. Et que le meilleur gagne... avril 1974, 107 pages, (2,50F)
14. Le robot-singe contre son ombre juin 1974, 106 pages, (2,50F)
15. La Planète des ombres août 1974, ? pages, (2,50F)
16. Mission accomplie octobre 1974, 97 pages + 2 petites histoires de cow-boys, (2,50 F)